# 福果镇
福果镇，是中华人民共和国重庆市铜梁区下辖的一个乡镇级行政单位。

## 行政区划
福果镇下辖以下地区：
福兴社区、林宇村、三星村、三多村、西山村、河兴村、团实村、荷香村、龙岗村、高山村和三元村。